# Patinação de velocidade nos Jogos Olímpicos de Inverno de 1924 - 10000 m masculino
A prova de 10000 metros da patinação de velocidade nos Jogos Olímpicos de Inverno de 1924 foi disputada no dia 27 de janeiro. Foi disputada por 16 patinadores de seis países.

## Medalhistas
| Ouro   | FIN Julius Skutnabb |
| Prata  | FIN Clas Thunberg   |
| Bronze | NOR Roald Larsen    |

## Resultados
| Pos. | Atleta               | Tempo   |
| ---- | -------------------- | ------- |
|      | FIN Julius Skutnabb  | 18:04.8 |
|      | FIN Clas Thunberg    | 18:07.8 |
|      | NOR Roald Larsen     | 18:12.2 |
| 4    | NOR Fridtjof Paulsen | 18:13.0 |
| 5    | NOR Harald Strøm     | 18:18.6 |
| 6    | NOR Sigurd Moen      | 18:19.0 |
| 7    | FRA Léonhard Quaglia | 18:25.0 |
| 8    | USA Valentine Bialas | 18:34.0 |
| 9    | USA Richard Donovan  | 18:57.0 |
| 10   | FIN Asser Wallenius  | 19:03.8 |
| 11   | LAT Alberts Rumba    | 19:14.0 |
| 12   | USA Joe Moore        | 19:36.2 |
| 13   | USA Harry Kaskey     | 19:45.2 |
| 14   | POL Leon Jucewicz    | 20:40.8 |
| 15   | FRA André Gegout     | 21:03.4 |
| –    | FRA George de Wilde  | DNF     |

- DNF: Não completou a prova.